# NGC 4125
NGC 4125 è una galassia ellittica peculiare nella costellazione del Dragone.
Si tratta di una galassia ellittica, di forma allungata; sembra che sia sfuggita all'osservazione fino al 1850, nonostante la sua luminosità. È osservabile con un telescopio da 120mm, dove mostra una forma allungata in senso est-ovest. Strumenti più potenti non rivelano ulteriori particolari, eccetto la presenza di un'altra piccola galassia più a sud, catalogata come NGC 4121. La distanza dalla Via Lattea è stimata sui 52 milioni di anni-luce.

## Voci correlate

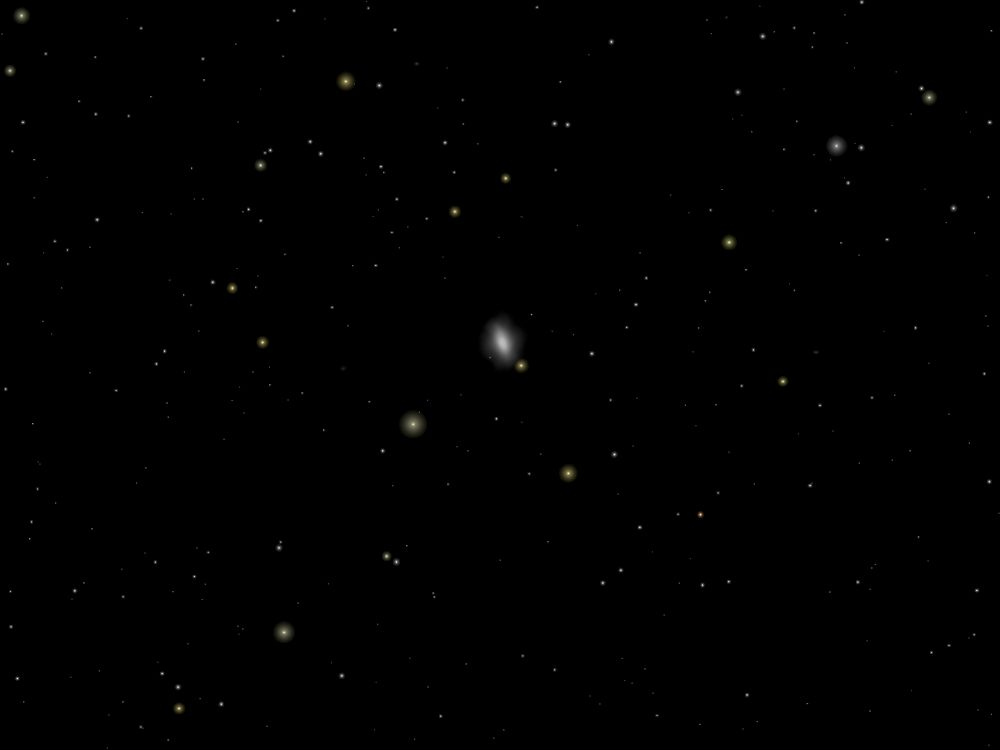
NGC 4125

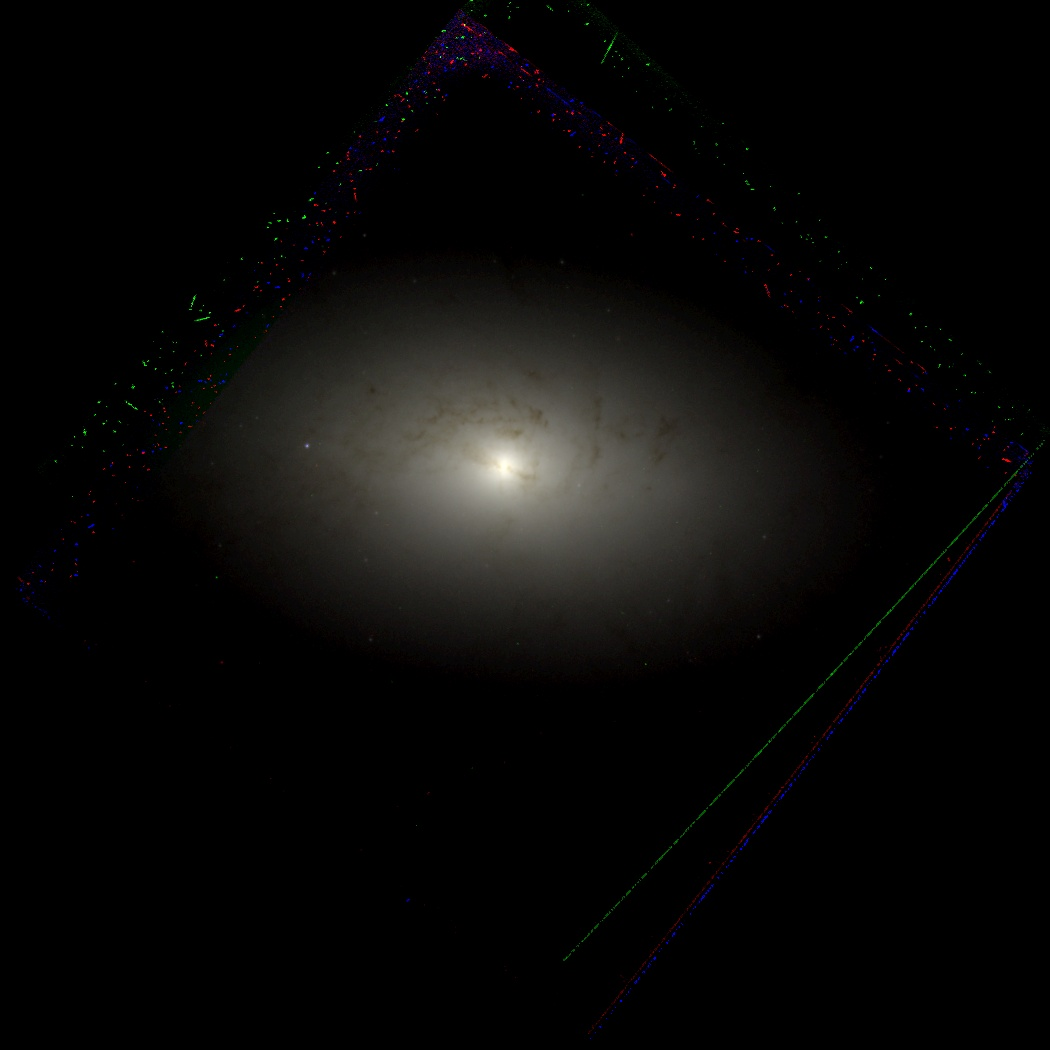
NGC 4125 (Telescopio spaziale Hubble)